# Паранинська сільська рада
Паранинська сільська рада — колишня адміністративно-територіальна одиниця та орган місцевого самоврядування у Ємільчинському районі Коростенської і Волинської округ, Київської та Житомирської областей Української РСР з адміністративним центром у селі Паранине.

## Населені пункти
Сільській раді на час ліквідації були підпорядковані населені пункти:
- с. Паранине
- х. Жужель

## Населення
У 1926 році чисельність населення сільської ради становила 580 осіб.
Кількість населення ради, станом на 1931 рік, становила 718 осіб.

## Історія та адміністративний устрій
Створена 21 жовтня 1925 року в складі слободи Паранине та урочища Жужель Янче-Рудненської сільської ради Емільчинського (згодом — Ємільчинський) району Коростенської округи. 13 липня 1927 року реорганізована у польську національну сільську раду.
Станом на 1 вересня 1946 року сільська рада входила до складу Ємільчинського району Житомирської області, на обліку в раді перебували с. Паранине та х. Жужель.
Ліквідована 11 серпня 1954 року, відповідно до указу Президії Верховної ради Української РСР «Про укрупнення сільських рад по Житомирській області», територію та населені пункти ради приєднано до складу Малоглумчанської сільської ради Ємільчинського району Житомирської області.